# David Ffrangcon-Davies
David Ffrangcon-Davies (Bethesda, 11 dicembre 1855 – Londra, 13 aprile 1918) è stato un baritono gallese.

## Biografia
David Thomas Davies nacque a Bethesda, Gwynedd. Successivamente adottò il nome Ffrangcon, una vecchia variante ortografica della vicina valle Nant Ffrancon, come parte del suo nuovo cognome (Ffrangcon-Davies). Frequentò la Friars School a Bangor e il Jesus College di Oxford, immatricolandosi nel 1876 e laureandosi con un BA nel 1881. Tuttavia il suo periodo a Oxford non fu privo di difficoltà. Durante i suoi primi due anni, le sue "rette" furono "più di una volta" le più alte del college e fu avvertito nel 1878 che se fosse stato "inattivo o irregolare" nel semestre seguente o se non avesse superato i suoi esami in quel semestre, avrebbe perso la sua borsa di studio.
Nel giugno del 1880, è stato registrato che aveva fallito per la seconda volta i suoi esami di scuola (gli esami finali), una citazione era stata emessa contro di lui per "guida furiosa" ed una sentenza per debiti era stata emessa contro di lui nella corte del cancelliere. Gli fu concessa un'ultima possibilità di superare gli esami, a condizione che non fosse tornato al college fino al momento dell'esame: riuscì a passare.
Fu ordinato sacerdote e fu nominato curato a Llanaelhaearn nel 1884 e poi a Conwy nel 1885. Mentre a Conwy studiò l'organo con Roland Rogers. Non fu in grado di assicurarsi l'incarico di canonico minore nella cattedrale di Bangor e così decise di concentrarsi su una carriera di cantante. Diventò un curato a St. Mary's, Hoxton, Londra, dove gli fu permesso di proseguire gli studi musicali.

## Carriera musicale
L'interesse musicale di Ffrangcon-Davies era iniziato in tenera età sotto la guida di suo padre. Mentre era a S. Maria, studiò sotto il tenore (non il bardo) William Shakespeare.
Nel 1888 iniziò a cantare professionalmente in concerti a Cardiff. Presto entrò nella Carl Rosa Opera Company e fece il suo debutto nella parte dell'araldo nel Lohengrin di Wagner. Il suo più grande successo fu nel ruolo di protagonista di Elia di Felix Mendelssohn, che cantò per la prima volta nel 1890 al festival musicale di Horringham, nello Yorkshire.
Alla fine del 1890 Davies andò in tournée negli Stati Uniti e in Germania. Si trasferì quindi a Berlino per cantare e insegnare canto. Nel 1901 visitò di nuovo gli Stati Uniti per cantare e tenere conferenze. Nel 1904 fu nominato professore di canto alla Royal Academy of Music in Gran Bretagna e pubblicò un libro sull'allenamento vocale, The Singing of the Future, nel 1905.

## Famiglia
Nel 1889 sposò Annie Francis Rayner. Sua figlia era l'attrice Dame Gwen Ffrangcon-Davies (1891–1992), la cui carriera durò più di settant'anni.